# Evolve

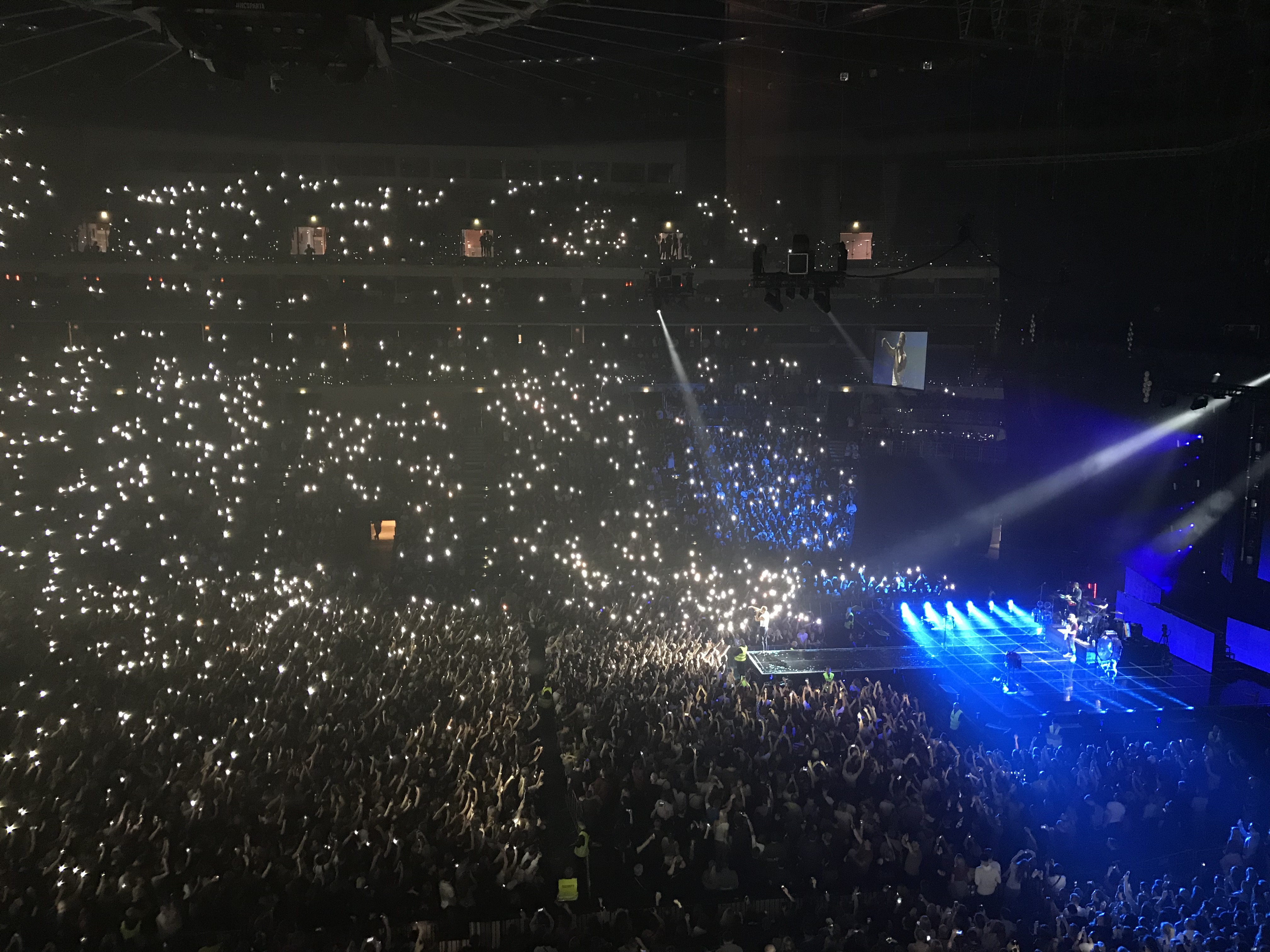
Pražský koncert Imagine Dragons (2018)

Evolve (stylizováno jako ƎVOLVE) je třetí studiové album americké pop rockové skupiny Imagine Dragons. Bylo vydáno 23. června 2017 prostřednictvím vydavatelství Interscope a Kidinakorner. Předobjednávky byly zahájeny již v den oznámení 9. května. Hlavní zpěvák Dan Reynolds o Evolve řekl, že oproti předchozím albům Smoke + Mirrors (2015) a debutovému Night Visions (2012) je toto album pro skupinu evolucí.
Album bylo kritiky přijímáno se smíšenými reakcemi, ale i přesto se dostalo až na druhé místo v žebříčku Billboard 200. Ačkoliv některé recenze skutečně mluví o albu jakožto o vývoji skupiny, často bývá kritizováno jako bez života a komerční.
Ještě před oficiálním vydáním vyšly dva promo singly „Believer“ a „Thunder“. Později byla pro digitální verzi přidána ještě píseň „Next to Me“. V rámci podpory alba skupina pořádala i světové turné s předskokany Grouplove a K.Flay. Jednou z jeho zastávek byla v dubnu 2018 i pražská O2 arena. O šestnáct měsíců později pak vyšlo další album Origins, které je pro Evolve sesterským projektem.
Evolve bylo nominováno na cenu Grammy pro nejlepší popové album. Ocenění nakonec získalo ÷ Eda Sheerana.

## Pozadí
V únoru 2016, po vydání úspěšného alba Smoke + Mirrors a desetiměsíčním turné, členové skupiny oznámili, že po zbytek roku si vyhradí volný čas jen pro sebe a nebudou nahrávat. Dan Reynolds řekl: „Nezastavili jsme [Imagine Dragons] se asi šest let, takže jsme se donutili vzít si alespoň rok volna.“ I přesto ale během „přestávky“ vydali několik singlů mimo album: soundtracky pro filmy Než jsem tě poznala, Sebevražedný oddíl a Pasažéři.

## Kompozice
Album je hlavně pop rockové, ale jednotlivé písně obsahují i prvky jiných žánrů, například hip hopu, EDM a R&B.
Pro nové album se skupina spojila s několika producenty: Joelem Littlem, který spolupracoval s novozélandskou zpěvačkou Lorde nebo Khalidem a dvojicí Mattman & Robin, která má na svém kontě alba Seleny Gomezové a Carly Rae Jepsenové. Dále zvuk písní pomáhal vyladit britský producent Alex da Kid, se kterým spolupracovali již na Smoke + Mirrors a skupinu doplňují Tim Randolph a John Hill (Shakira, Charli XCX).

## Písně
1. února 2017 vyšla píseň „Believer“ jakožto předzvěst nového alba. V rámci propagace byla použita i v traileru pro film Vražda v Orient Expressu (2017). Na Billboard Hot 100 se nejlépe umístila na čtvrtém místě. Měsíc po vydání, 7. března, vyšel i videoklip, ve kterém hlavní role ztvárnili zpěvák skupiny Reynolds a švédský herec Dolph Lundgren.
27. dubna 2017 vyšel singl „Thunder“. Stejně jako předcházející „Believer“ se na Billboard Hot 100 nejlépe umístil na čtvrtém místě. Videoklip byl natáčen se v Dubaji a na YouTube byl uveřejněn 2. května. Režie se ujal Joseph Kahn, který je známý spoluprací se zpěvačkami Taylor Swift nebo Britney Spears. 20. prosince pak vyšla verze spojená s písní Khalida „Young Dumb & Broke“.
15. června byla píseň „Walking the Wire“ uvolněna k volnému stažení při jakémkoliv nákupu na oficiálních stránkách kapely.
6. října 2017 vyšlo „Whatever It Takes“, které se na Billboard Hot 100 dopracovalo až na dvanáctou příčku. Videoklip vydaný 13. října režírovali Matt Eastin, který se skupinou již dříve spolupracoval na „On Top of The World“ nebo „Roots“, a Aaron Hymes.
Až po vydání alba byla 21. února 2018 přidána i píseň „Next to Me“. Jedná se o vůbec první milostnou píseň kapely a videoklip byl publikován 13. března. Mimo Reynoldse v něm účinkuje i jeho manželka Aja Volkman. Singl získal převážně kladné recenze.

## Kritika a umístění v žebříčcích
Ačkoliv bylo album převážně popisováno jako „zklamání roku“ a „nudné", některé recenze vyzdvihovaly, že se skutečně pro skupinu jedná o pokrok. Například Glenn Gamboa pro Newsday ohodnotil album známkou B+ a dodal že „[Imagine Dragons] se zdají připraveni překonat žánrové škatulky – chtějí prostě dělat hudbu, která je zajímá.“ Na druhou stranu Alex Flood pro britský hudební časopis NME ohodnotil album třemi z pěti hvězdiček s tím, že „do evoluce má daleko.“ Na internetové hudební databázi Allmusic Evolve též dostalo tři z pěti hvězdiček.
Často zmiňovaným prvkem byl fakt, že album se žánrově blíží spíše popu, než čemukoliv jinému. Převážně negativní názor měla recenze v Classic Rock Magazine, kde album získalo jednu a půl z pěti hvězdiček. Hodnocení Hannah J. Daviesové v The Guardian vykreslilo Evolve jako „bez života“, v The Independent se zas mluvilo o „unaveném rockovém klišé“.
Na americkém Billboard 200 se jedná o třetí nejúspěšnější album Imagine Dragons. 31. října 2017 ho RIAA certifikovala jako platinové. Na Billboard Hot 100 se nejlépe umístily singly „Believer“ a „Thunder“, oba dosáhly až na čtvrtou příčku.

## Seznam písní
| Pořadí         | Název                  | Autor | Producent(i)                | Délka |
| -------------- | ---------------------- | --- | --------------------------- | ----- |
| 1.             | I Don't Know Why       | Dan Reynolds, Wayne Sermon, Ben McKee, Daniel Platzman, Robin Fredriksson, Mattias Larsson, Justin Tranter | Mattman & Robin             | 3:10  |
| 2.             | Whatever It Takes      | Dan Reynolds, Wayne Sermon, Ben McKee, Daniel Platzman, Joel Little                                        | Joel Little                 | 3:21  |
| 3.             | Believer               | Dan Reynolds, Wayne Sermon, Ben McKee, Daniel Platzman, Robin Fredriksson, Mattias Larsson, Justin Tranter | Mattman & Robin             | 3:24  |
| 4.             | Walking the Wire       | Dan Reynolds, Wayne Sermon, Ben McKee, Daniel Platzman, Robin Fredriksson, Mattias Larsson, Justin Tranter | Mattman & Robin             | 3:52  |
| 5.             | Rise Up                | Dan Reynolds, Wayne Sermon, Ben McKee, Daniel Platzman, John Hill                                          | John Hill                   | 3:51  |
| 6.             | I'll Make It Up to You | Dan Reynolds, Wayne Sermon, Ben McKee, Daniel Platzman, Tim Randolph                                       | Tim Randolph                | 4:22  |
| 7.             | Yesterday              | Dan Reynolds, Wayne Sermon, Ben McKee, Daniel Platzman, Alexander Grant, Jayson DeZuzio                    | Alex da Kid, Jayson DeZuzio | 3:25  |
| 8.             | Mouth of the River     | Dan Reynolds, Wayne Sermon, Ben McKee, Daniel Platzman, Tim Randolph                                       | Tim Randolph                | 3:41  |
| 9.             | Thunder                | Dan Reynolds, Wayne Sermon, Ben McKee, Daniel Platzman, Alexander Grant, Jayson DeZuzio                    | Alex da Kid, Jayson DeZuzio | 3:07  |
| 10.            | Start Over             | Dan Reynolds, Wayne Sermon, Ben McKee, Daniel Platzman, Robin Fredriksson, Mattias Larsson, Justin Tranter | Mattman & Robin             | 3:06  |
| 11.            | Dancing in the Dark    | Dan Reynolds, Wayne Sermon, Ben McKee, Daniel Platzman, Alexander Grant                                    | Alex da Kid                 | 3:53  |
| 12.            | Next to Me             | Dan Reynolds, Wayne Sermon, Ben McKee, Daniel Platzman, Alexander Grant                                    | Alex da Kid                 | 3:50  |
| Celková délka: | Celková délka:         | Celková délka:                                                                                             | Celková délka:              | 43:02 |

## Obsazení
- Dan Reynolds – zpěv, klávesy, akustická kytara, doprovodný zpěv
- Daniel Wayne Sermon – elektrická kytara, akustická kytara, doprovodný zpěv
- Ben McKee – basová kytara, klávesy, doprovodný zpěv
- Daniel Platzman – bicí, doprovodný zpěv